# リコー杯囲棋混双戦
リコー杯囲棋混双戦（-はいいきこんそうせん、理光杯围棋混双赛）は、中国の囲碁の棋戦で、男女ペアによるペア碁により行われる。1996年に日立杯中国プロ囲棋混双赛として創設、2005年は怡佳咏杯中国囲棋混双赛、2006年より理光杯囲棋混双赛となる。
日立杯
- 主催 上海市体育局、上海囲棋協会、上海日立家電

リコー杯
- 主催 中国囲棋協会、理光（中国）投資有限公司（リコー）
- 協賛 北京金華銘辦公設備有限公司
- 優勝賞金 8万元

リコー杯ではリコー杯囲棋戦と同時期に行われる。2005年には日本のリコー杯ペア碁選手権戦との優勝者同士の日中決戦が行われた。

## 方式
- 出場棋士は、2003年までは男女各8名、2005年は各4名、2006から各16名。
- 手番は双方女性棋士から開始。順序を間違えた場合は罰則としてコミ1子（日本ルールの2目）を出す。
- 持時間は1手30秒、1分単位で10分の考慮時間。

## 優勝者と決勝戦
（左が勝者）
日立杯
1. 1996年 華学明・劉小光 - 葉桂・兪斌
2. 1997年 徐瑩・馬暁春 - 華学明・劉小光
3. 1998年 豊雲・兪斌 - 孔祥明・劉小光
4. 2000年 張璇・常昊 - 華学明・陳祖徳
5. 2001年 黎春華・周鶴洋 - 張璇・常昊
6. 2002年 張璇・常昊 - 楊暉・曹大元
7. 2003年 于梅玲・聶衛平 - 葉桂・常昊

怡佳咏杯
1. 2005年 徐瑩・聶衛平 - 張璇・常昊

リコー杯
1. 2006年 葉桂・孔傑 - 鄭岩・兪斌
2. 2007年 華学明・周鶴洋 - 唐奕・王檄
3. 2008年 李赫・王檄 - 唐奕・聶衛平
4. 2009年 唐奕・劉星 - 宋容慧・常昊
5. 2010年 張璇・羅洗河 - 李小渓・孔傑
6. 2011年 魯佳・邱峻 - 宋容慧・謝赫
7. 2012年 張佩佩・陳耀燁 - 王晨星・黄奕中
8. 2013年 魯佳・江維傑 - 於之瑩・王磊
9. 2014年 王晨星・時越 - 芮廼偉・兪斌
10. 2015年 於之瑩・唐韋星 - 王晨星・時越